# Mary Surratt

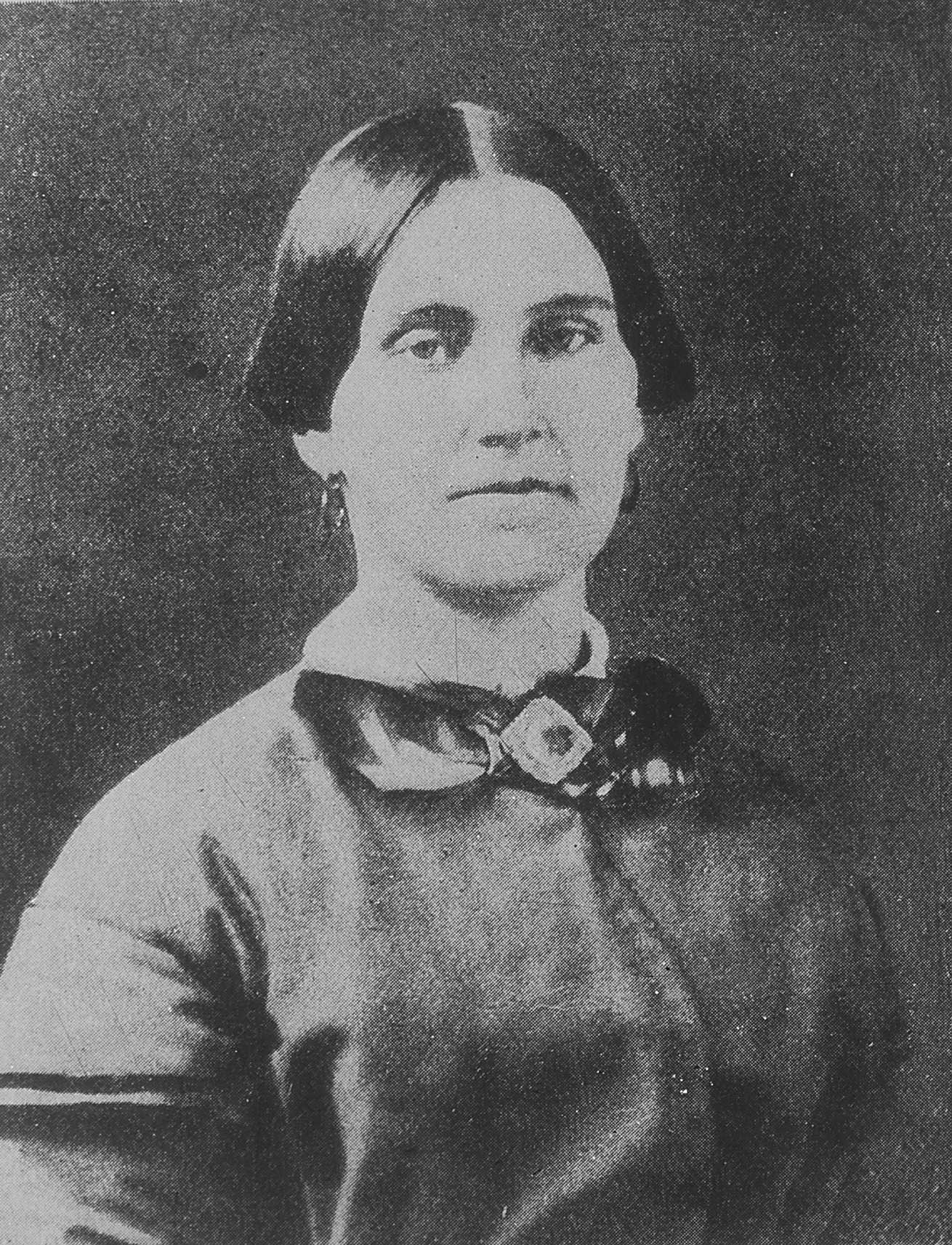
Mary Surratt, ok. 1860–65

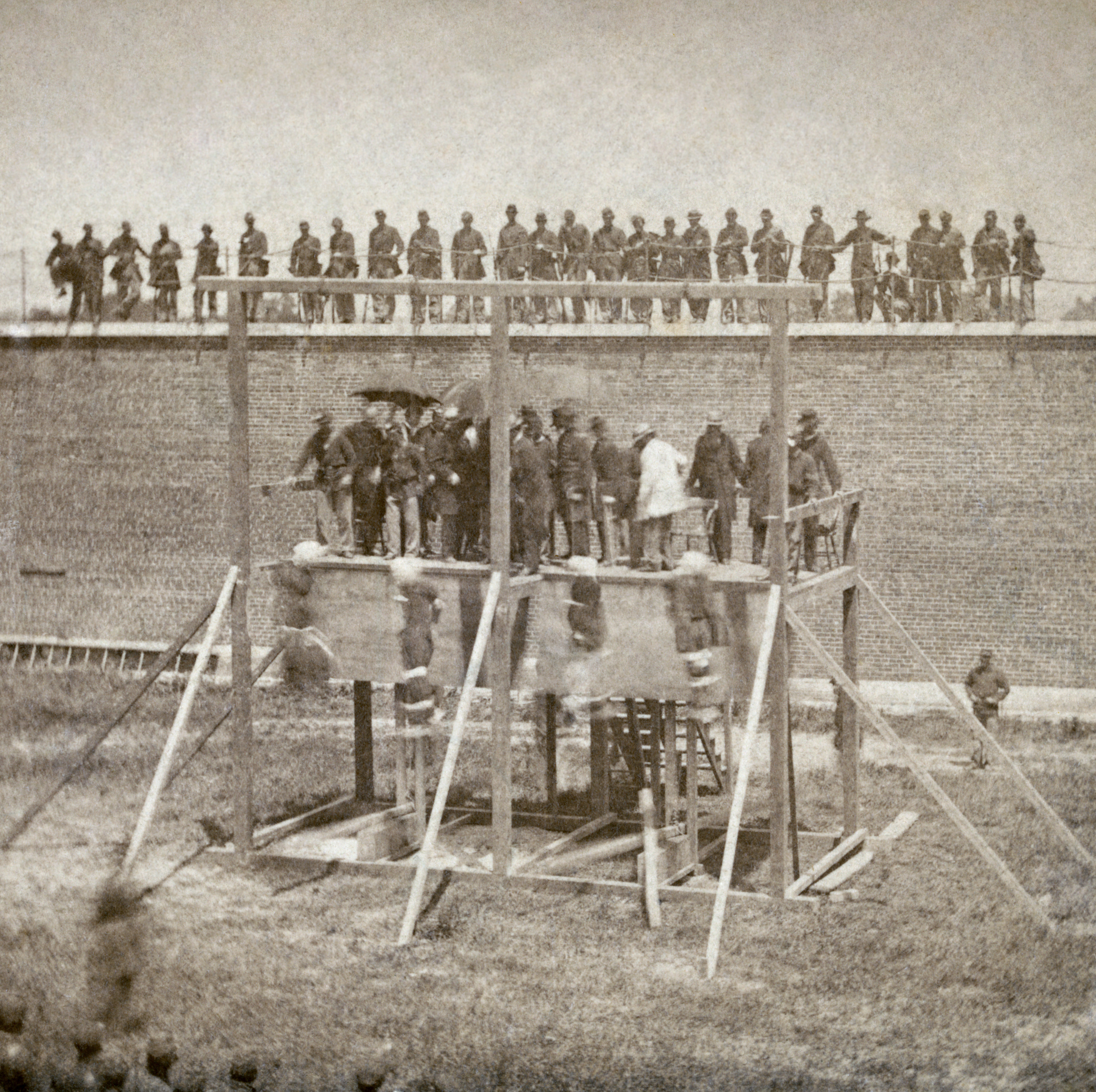
7 lipca 1865, egzekucja skazanych za spisek na życie Lincolna (Mary Surratt, Lewis Powell, David Herold i George Atzerodt)

Mary Elizabeth Eugenia Jenkins Surratt (ur. 1823, zm. 7 lipca 1865) – pierwsza kobieta skazana na karę śmierci przez rząd federalny Stanów Zjednoczonych. Oskarżona i uznana za winną udziału w spisku, który doprowadził do zabójstwa prezydenta Abrahama Lincolna. Egzekucję wykonano przez powieszenie. Matka Johna Surratta, również zamieszanego w spisek.
Proces Mary Surratt stał się podstawą scenariusza filmu Spisek (The Conspirator, 2010) w reżyserii Roberta Redforda. Jej rolę zagrała Robin Wright. 